# Mukis
Mukis (Mukiš, vagy Amka, ugariti mgš, hettita szövegekben KUR/mātumu-kiš, mu-ki-iš, mu-gi-iš) királysága nagy múltú és a történelem későbbi szakaszaiban is fontos szerepet játszó területen, Észak-Szíria tengerparti vidékén, az Orontész torkolatánál, a folyómenti nagy kereskedővárosokat, mint Alalah, Halap, Ebla, fogta össze. A levantei szárazföldi kereskedelem fontos állomása, mivel Fönícia északi partjain Ugarit volt az utolsó jelentősebb kikötő. Északnyugaton Kizzuvatna, északkeleten Mitanni, délen pedig Fönícia határolta.

## Áttekintés
A név legkorábbi ismert előfordulása egy Gudea korából származó feliraton a „Gababa mu-ki-išKI” (mukisi Gababa. AJSL 55).
Mukis államként a Jamhad Királyság romjain jött létre, az pedig az egykori Ebla utódállama volt. Népessége a jamhad-kor óta változatlanul amorita volt, bár ciprusi és krétai telepesek nyomai is felismerhetők. I. Hammurapi jamhadi király két fia, I. Abbán és II. Jarimlím polgárháborúja után az utóbbi megkapta birtokul Alahtum környékét, így jött létre a későbbi Mukis magva, amelyet Ammitakum lázadása választott el végleg Jamhadtól.
A már több, mint másfél ezeréves államiságú térségben a frissen nagyhatalmi státuszra törő Hettita Birodalom i. e. 16. században, I. Murszilisz babiloni hadjárata alkalmával Jamhadot elsöpörte a színről. Már ez előtt is, I. Hattuszilisz szíriai hadjáratai alkalmával vazallusi viszonyba került. A térségben hosszú évtizedekig még a hettiták befolyása érvényesült a birodalom belső gyengesége ellenére.
Az i. e. 16. század folyamán azonban a térségben alapvető hatalmi átrendeződés kezdődött. Mitanni, a hurrik állama folytonosan veszélyeztette Hatti keleti határait, ami ellen az nem tudott hatékonyan fellépni. Anatólia nagyhatalmától sorra szakadtak el a vazallus fejedelemségek, így például az alalahi térség is, és az őt Hattuszasztól elválasztó Kizzuvatna is. A 16. század végére Mukis I. Ilim-ilimma vezetésével függetlenedett. A főváros egy darabig még Alahtum maradt, a királyság a fénykorát Idrimi alatt élte, aki az ősi városban tartotta a székhelyét. Később – a hettita és hurri veszély csökkenésével – Halap ismét Mukisé lett és királyai visszaköltöztek.
Alahtum hamarosan a hettita befolyási övezet része lett, míg Mukist végül I. Szuppiluliumasz döntötte meg végleg, megalapítva itt a halapi alkirályságot Telipinusz vezetésével.

## Története

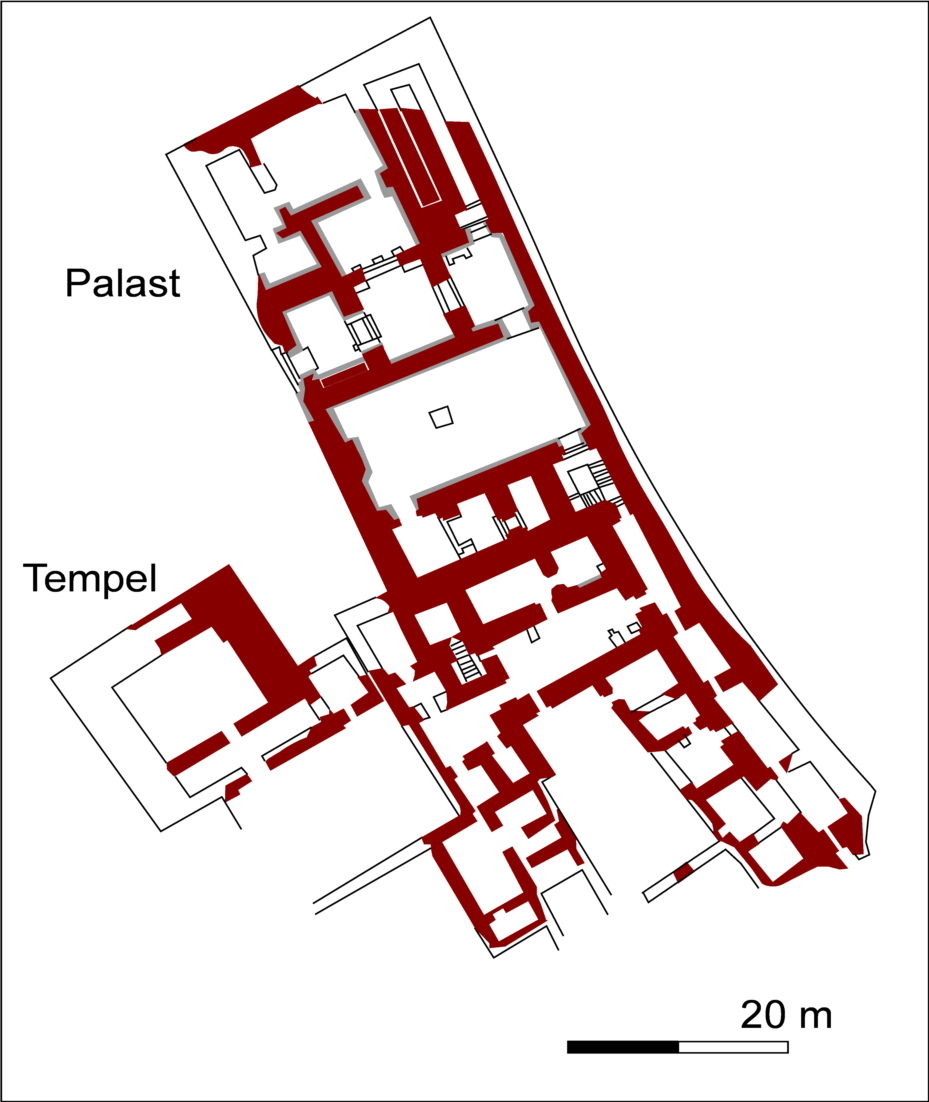
Az alalahi palota alaprajza

Mukis államát nem a korábbi vezető város, Halap kormányozta, hanem Alalah vezető rétege. Ennek azonban kényszerűségi oka van: Parattarna elfoglalta Halapot, és az Ilim-ilimma halála után elmenekülő Idrimi már csak Alalahot és annak környékét tudta visszaszerezni. A kis királyság ebben a két évszázadban ütközőterületül szolgált Hatti, Egyiptom és Mitanni számára. Az Ammitakumot követő I. Ilim-ilimma már egy Parattarna elleni lázadás során esett el, fia, Idrimi hétéves száműzetés után foglalhatta el örökségének egy részét. Az Idrimit követő alalahi uralkodók gyakran szerepelnek a kor nagyhatalmi diplomáciai levelezéseiben. Ugyanakkor mégis fontos szerepet tölthetett be Mitanni életében, hiszen egy istennő Mukisanu, azaz „mukisi” jelzővel bekerült a hurri panteonba, majd onnan a hettitába is.
Idrimi megszerezte Nuhasse és Nija területét is, de Mukis még így sem érte el soha a Halap által vezetett Jamhad kiterjedését. II. Níkmepa alatt Halap is elszakadhatott (újra, vagy nem is került vissza korábban), mert egyes dokumentumok Halap visszaköveteléséről szólnak. II. Ilim-ilimma már biztosan ura volt Halapnak is, de uralkodása vége felé már a hettiták vazallusa lett.
Mukis számára elsődleges fontosságúak voltak a szövetségek. Természetes partnerei a szomszédos Nija és Nuhasszi voltak, valamint Kizzuvatna és Ugarit. Az amarnai és hattuszaszi levéltárok rengeteg diplomáciai levelezést tartalmaznak.
Végül Ituraddu (II. Addu-nirári) idejében Nija királyának, Aki-Tesubnak segítségével felkelést készítettek elő Hatti ellen, amelyet azonban Ugarit királya, II. Níkmaddu (aki az egész szervezkedést elkezdte) elárult I. Szuppiluliumasznak. Szuppiluliumasz ekkor megszüntette Mukist. Területeit felosztotta a frissen alakított halapi alkirályság (Telepinusz vezetésével) és Ugarit között.

## Utóélete
Majdnem pontosan két évszázadig volt Alalah a hettita állam része. Először Nuhasszi és Nija, majd a halapi alkirályság, végül Kargamis kormányozta. A tengeri népek és az arameusok vándorlásával Kargamis is visszább szorult, ekkor Alalah vezetésével új állam alakult, az Alalah–Ugariti Királyság. Ez azonban már nem az amoriták állama volt, hanem újhettita királyság. A Szuppiluliumasz hódítását követő időkben ugyanis következetes lakosságcserét hajtottak végre.